# Lloret de Mar (singel)
Lloret de Mar – singel polskiego rapera Maty. Singel został wydany 16 września 2024.
Piosenka była nominowana do nagrody polskiego przemysłu fonograficznego Fryderyka w kategorii „singiel roku hip hop”.
Kompozycja znalazła się na 30. miejscu listy OLiA, najczęściej odtwarzanych utworów w polskich rozgłośniach radiowych. Nagranie otrzymało w Polsce status potrójnejplatynowego singla, przekraczając liczbę 100 tysięcy sprzedanych kopii.

## Geneza utworu i historia wydania
Utwór napisali i skomponowali Michał Matczak, Joseph Stanley, Mikołaj Vargas i Vlodymyr Dorofeiev, którzy również odpowiadali za produkcję utworu.
Singel ukazał się w formacie digital download 16 września 2024 w Polsce za pośrednictwem wytwórni płytowej ¸¸♬·¯·♩¸¸♪·¯·♫¸¸♫·¯·♪ w dystrybucji Sony Music Entertainment Poland.
Utwór został umieszczony na ścieżce dźwiękowej gry EA Sports FC 25, zaprezentowanej 27 września 2024.
W marcu 2025 utwór uzyskał nominację do nagrody polskiego przemysłu fonograficznego Fryderyka w kategorii „singiel roku hip hop”.

## „Lloret de Mar” w stacjach radiowych
Nagranie było notowane na 30. miejscu w zestawieniu OLiA, najczęściej odtwarzanych utworów w polskich rozgłośniach radiowych.

## Teledysk
Do utworu powstał teledysk w reżyserii Mateusza Erdmanna i Michała Więckowskiego, który udostępniono w dniu premiery singla za pośrednictwem serwisu YouTube. W nagraniu wystąpił Wojciech Szczęsny, były bramkarz reprezentacji Polski w piłce nożnej.

## Lista utworów
- Digital download[2]

1. „Lloret de Mar” – 2:05

## Notowania
| Kraj   | Lista (2024)             | Najwyższa pozycja |
| ------ | ------------------------ | ----------------- |
| Polska | Billboard Poland Songs   | 1                 |
| Polska | OLiS – single w streamie | 1                 |

| Kraj   | Lista (2024–25)                | Najwyższa pozycja |
| ------ | ------------------------------ | ----------------- |
| Polska | OLiS – oficjalna lista airplay | 30                |

| Kraj   | Lista (2024)             | Pozycja |
| ------ | ------------------------ | ------- |
| Polska | OLiS – single w streamie | 20      |

## Certyfikaty
| Kraj          | Certyfikat         | Sprzedaż | Data                 |
| ------------- | ------------------ | -------- | -------------------- |
| Polska (ZPAV) | 3× platynowa płyta | 150 000+ | 31 grudnia 2024      |
| Polska (ZPAV) | 2× platynowa płyta | 100 000+ | 23 grudnia 2024      |
| Polska (ZPAV) | platynowa płyta    | 50 000+  | 30 października 2024 |
| Polska (ZPAV) | złota płyta        | 25 000+  | 9 października 2024  |

## Wyróżnienia
| Rok  | Konkurs        | Kategoria                   | Rezultat    |
| ---- | -------------- | --------------------------- | ----------- |
| 2024 | Gorąca 100     | 100 największych hitów 2024 | 40. miejsce |
| 2025 | Fryderyki 2025 | Singiel roku hip hop        | Nominacja   |